# Droga krajowa 95
Die Droga krajowa 95 (DK 95) ist eine nur 1,7 km lange Landesstraße in Polen.

## Verlauf
Die im Jahr 2014 eröffnete DK95 verbindet im Süden der Stadt Grudziądz (Graudenz) die Anschlussstelle Grudziądz der Autostrada A1 mit der Droga krajowa 55.
Die Straße ist nicht beschildert – auf den Verkehrsschildern des Anschlussstelles Grudziądz gibt es keine Straßennummer, und in Grudziądz wird die Einfahrt zur DK 95 nur als Zufahrt zur Autobahn A1 in Richtung Danzig und Łódź dargestellt.